# Gerichtsbezirk Lilienfeld
Der Gerichtsbezirk Lilienfeld ist einer von 24 Gerichtsbezirken in Niederösterreich und deckungsgleich mit dem gleichnamigen politischen Bezirk Lilienfeld. Der übergeordnete Gerichtshof ist das Landesgericht St. Pölten.

## Gemeinden
Einwohner: Stand 1. Jänner 2024

### Städte
- Hainfeld (3819)
- Lilienfeld (2605)

### Marktgemeinden
- Hohenberg (1410)
- Kaumberg (1073)
- St. Aegyd am Neuwalde (1779)
- St. Veit an der Gölsen (3840)
- Traisen (3415)
- Türnitz (1879)

### Gemeinden
- Annaberg (497)
- Eschenau (1292)
- Kleinzell (869)
- Mitterbach am Erlaufsee (481)
- Ramsau (806)
- Rohrbach an der Gölsen (1519)

## Geschichte
Den Gerichtsbezirk Lilienfeld in seiner heutigen Form gibt es seit 1. Juli 2002.
1854 wurden die Gerichtsbezirke Hohenberg und Türnitz aufgelöst und dem Gerichtsbezirk Lilienfeld zugeschlagen. 2002 wurde der Gerichtsbezirk Hainfeld aufgelöst und die betroffenen Gemeinden, nämlich Hainfeld, Kaumberg, Kleinzell, Ramsau, Rohrbach an der Gölsen und St. Veit an der Gölsen, dem Gerichtsbezirk Lilienfeld zugewiesen, sodass dieser nun den gesamten politischen Bezirk Lilienfeld umfasste. Die vorhergehende Einteilung des politischen Bezirkes in die beiden Gerichtsbezirke Hainfeld und Lilienfeld bestand schon zu Zeiten der Donaumonarchie.